# Voices (pièce de théâtre)
Pour les articles homonymes, voir Voices.
Voices est une pièce de théâtre américaine écrite par Susan Griffin et mise en scène pour la première fois par Estelle Parsons. La première représentation eut lieu à New York au sein de l'église St. Clement le 26 mai 1978.

## Résumé
Cette pièce poétique raconte le parcours de cinq femmes qui ne se connaissent ni ne se parlent. Chacune va confier son histoire et son parcours au public, dans une ambiance intimiste. Toutes sont confrontées à une situation compliquée et douloureuse dans leur vie : Erin évoque le suicide avec amertume et Kate, qui a su surmonter toutes les épreuves qui se sont présentées à elle, craint la mort qui approche à grands pas. Ces témoignages vibrants se croisent dans un jeu d'écho orchestré jusqu'à se rejoindre au service d'une histoire commune. C'est l'occasion pour chaque personnage de faire le bilan de sa vie et d'inscrire sa solitude et son expérience dans une vision d'ensemble globale, commune et universelle.

## Personnages[2]
- Erin
- Rosalinde
- Maya
- Kate
- Grace

## Distinctions
- 1975 : Prix Emmy[3]